# Otro Mundo (mitología celta)

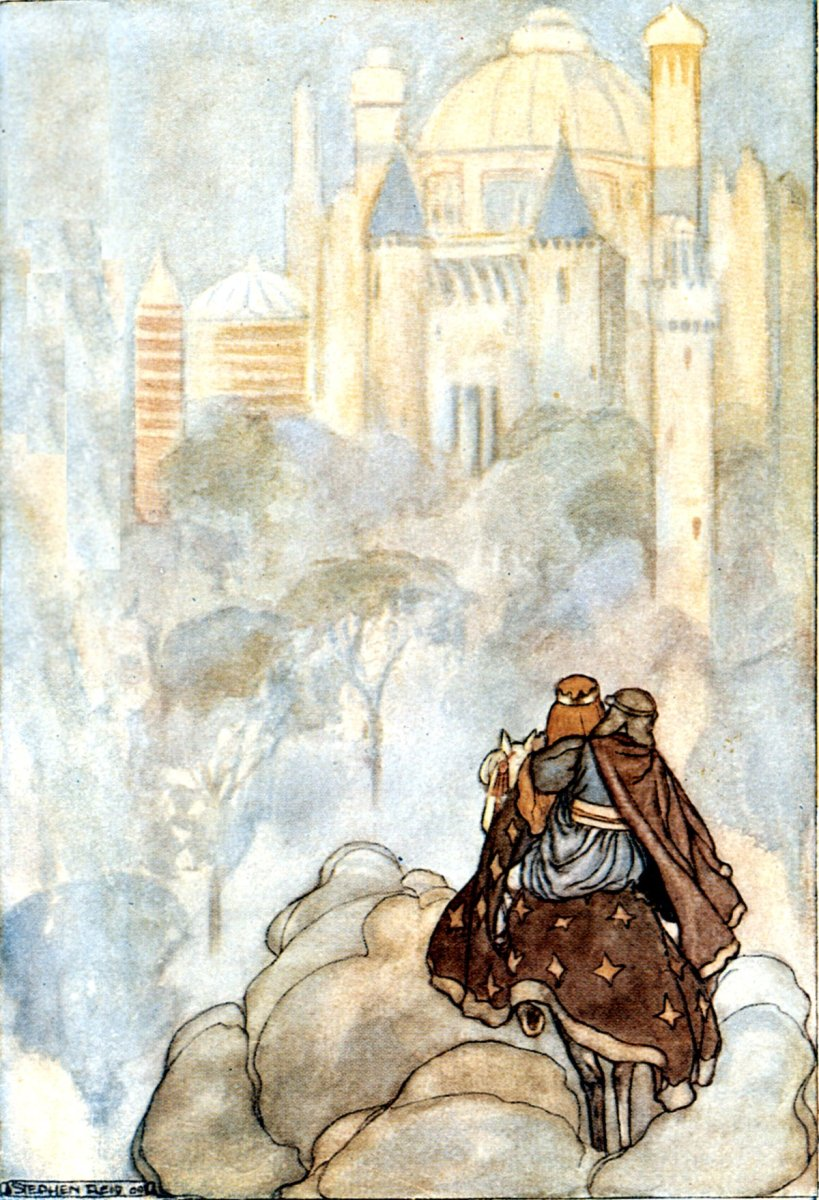
Ilustración que representa el otro mundo en la mitología celta, de Stephen Reid, en Las hazañas de Finn (1910), de T. W. Rolleston.

Con el nombre de Otro Mundo (orbis alia) se hace referencia en la mitología celta al ámbito feérico que coexiste con el de los seres humanos

## Descripción
Unas veces se sitúa más allá del Mar de Occidente y en otras ocasiones se extiende bajo los túmulos, los dólmenes y otros monumentos megalíticos. Aunque carecemos casi por completo de información relativa a los antiguos celtas continentales, los ciclos mitológicos de los celtas insulares, así como el folclore de los países del arco atlántico nos proporcionan información muy detallada y valiosa al respecto.
De este modo, si bien las variaciones son grandes dependiendo de la región o del mito, podemos clasificar a los Paraísos celtas en las siguientes categorías:
- Los sídhe, esto es, aquellos montículos, ruinas, fuentes o lagos que sirven de refugio a las hadas.
- Las Islas paradisíacas situadas más allá del Océano.
- Annwn, el inframundo galés.

### Lossídhe: las guaridas de las hadas
Tal y como nos relatan las tradiciones irlandesas, las hadas son descendientes de los Tuatha Dé Danann, antiguo pueblo irlandés que fue arrojado al inframundo tras la invasión de la isla por sus actuales habitantes, los gaélicos, que procedentes de España conquistaron Irlanda capitaneados por su caudillo Míl Espaine.
A los Tuatha no les quedó más remedio que refugiarse en los sídhe, nombre céltico que hace referencia a los montículos sobre los cuales se asientan los monumentos megalíticos, y del que deriva una de las denominaciones que reciben las hadas en Irlanda y las Tierras Altas de Escocia, daoine sídhe. De este modo, por toda Irlanda circulan historias sobre Knocks (del irlandés Cnoc, colina hueca) en cuyo interior viven extensas comunidades feéricas gobernadas por un rey o una reina. Entre los sídhe más conocidos de Irlanda se encuentran Knockma, donde se sitúa el trono de Fínvara, mítico rey de las hadas de Connaught, y Newgrange, vinculado al mito de Angus Óg.
Los sídhe se manifiestan a los mortales en determinadas fechas, sobre todo en la noche del Solsticio Estival, que es cuando se los suele ver bailando en coro a la luz de la luna.
En Bretaña en Galicia y en Asturias se conservan tradiciones similares. Así, en la mitología asturiana, son frecuentes los relatos acerca de mozos que vieron a grupos de xanas bailar en corro en torno a una de ellas, la reina de las xanas, también llamada Xana Mega. En torno al castro de Altamira, ubicado en la zona asturparlante de El Bierzo, circulan mitos que refieren la existencia de un gran reino subterráneo gobernado por una pareja de reyes y cuya entrada se encuentra en algún punto del castro.
En el caso de Galicia los "mouros" (cuyo nombre no proviene como a veces se piensa de la forma latina para referirse a los "moros", mauris, sino que proviene del céltico "mour", que hace referencia al mundo de ultratumba, al mundo oscuro), residen bajo tierra, en los dólmens, castros y montículos, con sus tesoros, y las "mouras" aparecen en ambientes acuáticos, típico de la cultura celta, que asimila las aguas al mundo de los muertos, a la vida y a las divinidades locales. Así, podemos identificar a las mouras con hadas encantadoras en ocasiones benignas y en ocasiones malignas, y a los mouros con los ancestros muertos que guardan sus tesoros, a veces buenos y a veces malos como las mouras, pues pese a que rara vez salen a la superficie en ocasiones ayudan a los humanos o los maldicen o secuestran. 
El paralelismo con las leyendas irlandesas es evidente.

### Las islas del Mar de Occidente
Según las tradiciones de los pueblos del extremo occidental de Europa, más allá del Océano se encuentran las Islas del Paraíso, que son tierras habitadas por seres sobrenaturales donde están ausentes las penurias y las desgracias. En la tradición irlandesa la novena ola es la frontera que separa el ámbito mortal del Otro Mundo, coincidiendo de este modo con los rituales practicados en la playa de La Lanzada (Galicia), en la que las mujeres que deseaban concebir un hijo hacían golpear su cuerpo contra nueve olas sucesivas.

#### Las antiguas creencias célticas de Ultratumba
Muchos geógrafos de la Antigüedad clásica nos narran la existencia entre los celtas insulares de islas consagradas a dioses y héroes: Entre ellas se encontraba Anglesey (Mon), en la costa septentrional galesa, que era la isla sagrada de los druidas de Britania, las islas Scilly, donde se han encontrado restos arqueológicos de templos protohistóricos o algunas de las islas Hébridas, que según la tradición gaélica eran hogar de demonios y fantasmas y en una de ellas, Skye, fue educado el héroe Cúchulainn por la guerrera Scathach.
Las antiguas creencias de los galos al respecto aparecen recogidas por el historiador bizantino Procopio de Cesarea, que en el siglo VI narraba cómo en aquellos tiempos aún se creía que la tierra de la muerte se situaba al oeste de la isla de Gran Bretaña. Según los mitos galos, las almas una vez que habían abandonado su cuerpo se dirigían a la costa noroccidental de la Galia y allí embarcaban hacia la antigua Britania. Cuando querían cruzar el mar ánimas se dirigían a las casas de los marineros, en cuyas puertas picaban insistente y desesperadamente. Los marinos abandonaban entonces sus casas y llevaban a los muertos a su destino en unas naves fantasmagóricas.
Todavía hoy existen residuos de tales creencias en las tradiciones bretona e irlandesa. En la mitología de Bretaña, se da el nombre Bag An Noz (barca de noche) a las embarcaciones que se encargan de llevar las almas de los difuntos a su destino, y Anatole le Braz, en su libro La legènde de la mort, narra la existencia de procesiones de ánimas que se dirigen a puntos costeros de Bretaña como Landernau para desde allí iniciar su último tránsito.
En la costa septentrional de Galicia se sitúa el municipio de San Andrés de Teixido, donde existe una pequeña ermita consagrada a San Andrés y en la cual se conservan, según la leyenda, parte de sus huesos. Este santo estaba muy apesadumbrado por el hecho de que su tumba se encontrase en los confines de la tierra. Jesús le consoló entonces diciéndole: "No te preocupes, que tendrá que ir a visitarte todo el mundo, ya en vida, ya en muerte". Y efectivamente, aún hoy se dice "A San Andrés de Teixido vai de morto o que non foi de vivo", pues se piensa que los que no peregrinaron en vida lo tendrán que hacer tras la muerte en forma de serpiente o de lagartija, y por ello los peregrinos que se aproximan a la ermita tienen mucho cuidado en no pisar a ninguno de estos animales. Curiosamente, San Andrés de Teixido se sitúa en el Cabo Ortegal, un cabo donde según Tácito "cielos, mares y tierra se acaban", es decir, se trataba del fin del mundo. Esto ha hecho suponer a autores como Constantino Cabal que para los habitantes prerromanos del NO de la Península este lugar fuese junto con el Pico Sacro uno de los dos puntos de partida de las almas hacia las islas del Paraíso, y en este sentido la tradición maragata nos habla de la existencia una Peña de las Ánimas (identificada con San Andrés de Teixido) situada en el Mar de la Muerte, que es aquel que baña la costa septentrional de Galicia.
En definitiva, se trata de tradiciones que aún hoy testimonian de las antiguas creencias célticas en un Más Allá situado al otro lado de la Mar.

#### Tír na nÓg, la tierra de los bienaventurados
Dos denominaciones del Otro Mundo celta muy comunes en los ciclos mitológicos irlandeses son Tír na nÓg, la tierra de los bienaventurados, un lugar eternamente verde que fue visitada por el caudillo pagano Oisín junto con sus compañeros y que con posterioridad aparecería como lugar común en multitud de cuentos de hadas, y Mag Mell, la planicia del deleite, que según la leyenda está regida por el rey fomoriano Tethra, si bien en otras versiones su gobernante es el dios del mar Manannán mac Lir.

#### Tír na mBan, la tierra de las mujeres
Las islas del Paraíso asumen diversas formas y nombres dependiendo del relato y del país en cuestión. Entre ellas se encuentra Tír na mBan, la tierra de las mujeres, a donde partieron Bran mac Febal y sus compañeros y donde permanecieron junto con las hadas que la habitaban y su reina 300 años que les parecieron uno solo. Existen rastros, cristianizados eso sí, de este mito pagano en el periplo gallego de San Amaro, en cuyo relato del Paraíso Terrenal se describe la existencia de doncellas que bailaban y cantaban a través de los prados, siempre en torno a la más bella de ellas, la Virgen María.

#### ElParadisus Avium
El Paradisus Avium, el paraíso de los pájaros, constituye otro arquetipo mitológico del que existen versiones tanto cristianas como paganas. Según las antiguas creencias célticas, los pájaros pueden ser mensajeros del Otro Mundo: En un texto mitológico irlandés, la Enfermedad de Cuchuláinn (Serglige Con Culáinn), se narra el encuentro que dicho guerrero tuvo con varias de estas criaturas, y que inspiró la obra de Chaikovski El Lago de los Cisnes. Habiéndose reunido 

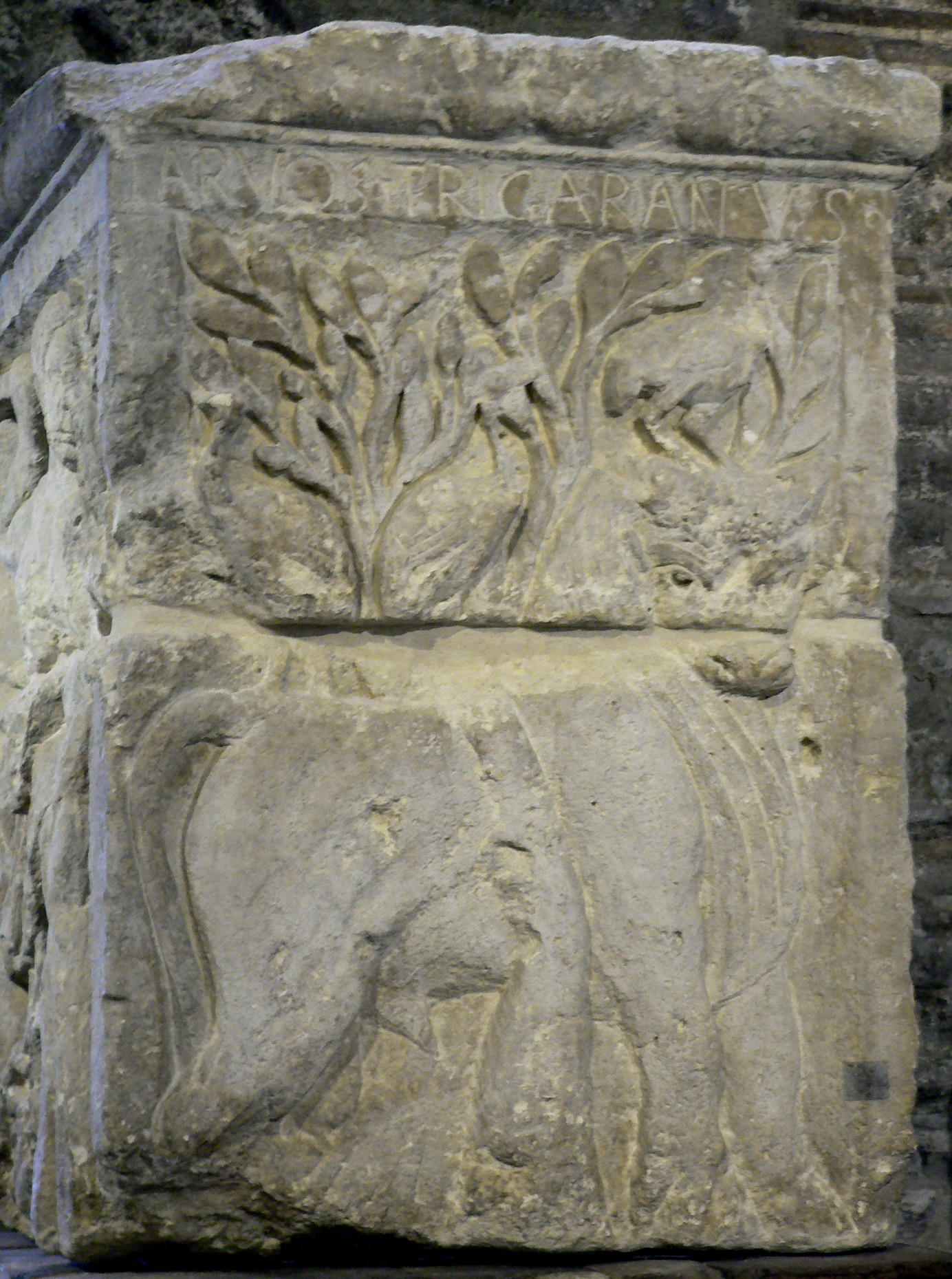
Imagen de Tarvos Trigaranos. Sobre la cabeza y el lomo del toro se puede discernir la presencia de tres grullas.

 Cu Chuláinn con sus compañeros para celebrar la festividad de Samhain, aparecieron repentinamente sobre un lago dos cisnes, uno de los cuales fue alcanzado por las flechas del héroe, a pesar de lo cual logró huir. Pero para desgracia del héroe, los pájaros resultaron ser sídhe, mujeres del Otro Mundo, que poco tiempo después regresaron al lugar y golpearon a Cu Chuláinn hasta dejarlo en estado catatónico durante un año.
El mito de los pájaros del inframundo se documenta entre los galos, donde era frecuente la advocación de Tarvos Trigaranos, que venía representado por la figura de un toro acompañado de tres grullas, y también entre los galeses, pues el Mabinogion nos habla de los pájaros de Rhiannon (diosa galesa de los caballos), que asentados en la bahía de Cardigan, son capaces de matar a los vivos y resucitar a los muertos con su canto. 
Dichos mitos fueron cristianizados con posterioridad, como se puede constatar en las historias de San Brandán el Navegante y de Húi Corra, en las que se describe la existencia de una isla llena de árboles en cuyas ramas se posaban innumerables pájaros que resultaron ser ángeles caídos y que se unieron a los monjes de ambas expediciones en sus oraciones. Por su parte, el folclorista bretón Anatole le Braz recoge en su obra La legende de la mort chez le bretons armoricains la creencia en un paraíso cuya entrada está flanqueada por aves cantoras. La vinculación entre los pájaros y el paraíso está presente asimismo en el folclore de otros países de raigambre céltica, como el gallego, en el que es bien conocida la figura de Ero de Armenteira, un monje del siglo XII que pidió a la Virgen que le dejase ver, siquiera durante un instante, el Paraíso. La Virgen accedió a su petición y un día, cuando Ero paseaba por los alrededores de su monasterio, se quedó extasiado durante unos instantes contemplando el canto de un pajarillo, y al regresar a su monasterio cayó en la cuenta de que durante este en apariencia breve tiempo habían transcurrido 300 años. En Bretaña, existe una historia similar relativa al monje Yves, al que el abad de su monasterio mandó a buscar leña al bosque. Cuando llegó allí, se paró frente a un árbol comenzó a observar el canto de un pajarillo posado en una de sus ramas y embelesado por su canto, persiguió al ave durante todo el día. Al regresar al monasterio al anochecer los monjes no lo reconocieron, pues durante este breve periodo de tiempo habían transcurrido 300 años. Dicha historia fue recogida y utilizada en sus sermones por el obispo de París Marcel de Sully en el siglo XII.

#### El manzano: árbol céltico de la inmortalidad

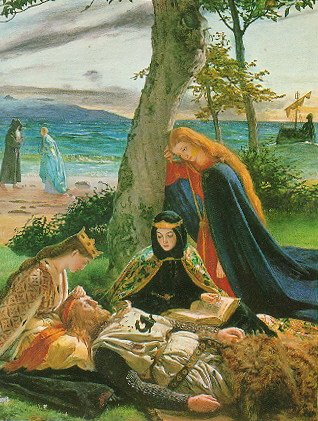
"La Mort d'Arthur" (La muerte de Arturo). Obra confeccionada por el pintor británico James Archer en la que se representa la muerte de Arturo en la isla de Avalón, asistido por Morgana y sus hermanas. En el fondo se observa la barca en la que llegó el rey Arturo a la isla tras su derrota en la batalla de Camlann

En la mitología céltica, el manzano es el árbol del Otro Mundo por antonomasia, y aparece como lugar común en multitud de echtrai irlandeses así como en diferentes relatos galeses. En los mitos artúricos, Ávalon (Ynis Afallach, en galés) era la isla donde moraba el hada Morgana junto con otras ocho hechiceras y a donde fue llevado el rey Arturo tras su derrota en la batalla de Camlann. Según la descripción de Geoffrey de Monmouth, la Insula Pomorum (Isla de los manzanos) era un lugar eternamente verde donde "ni granizo, ni lluvia, ni nieve caían", a donde iban a parar los guerreros muertos en la batalla y en cuyo centro se alzaba una pequeña ermita edificada por José de Arimatea. Se ha llegado a identificar la Isla de Avalón con la pequeña población inglesa de Glastonbury, que en tiempos del rey Arturo se elevaba sobre una isla rodeada de pantanos. Según los mitos galeses, su rey, Maelwas, tenía establecida su corte en el otero que domina la localidad, y su reino se llamaba en lengua britónica Gwlad yr Haf, el País del Verano, una denominación de la que deriva el nombre actual del condado de Somerset (que es una contracción de la expresión equivalente inglesa Sommer Settlement).
También en Irlanda se relaciona el manzano con el Más Allá y así, en el ya citado viaje de Bran la última estación recibe el nombre de Emain Abhalach, la Pomarada Bendita. De ese lugar llegó una mujer portando una rama mágica de manzano que mostró al héroe, y con ayuda de la cual logró convencerlo para partir hacia el Oeste. También el navegante Máel Dúin visitó dicha isla, que estaba cubierta de un espeso bosque del que arrancó una rama: Entonces "tres días y tres noches permaneció la rama en su mano, y al cuarto día habían nacido tres manzanas en el extremo del ramo. Durante cuarenta días, cada una de esas manzanas bastó como alimento". Es conocida asimismo en la mitología irlandesa la historia del rey supremo Cormac mac Airt, al cual, mientras reposaba sobre las murallas de Tara, se le apareció un mensajero del País de las Hadas que le ofreció una rama mágica de la que pendían tres manzanas de oro a cambio de tres deseos: Cormac accedió a ellos y se hizo con dicho objeto. El mito céltico de la rama de la inmortalidad aparece cristianizado en la Vida de San Amaro, concretamente en el episodio en que la santa Baralides hizo su aparición repentinamente portando una rama de uno de los dos árboles del paraíso, el árbol del deleite, con ayuda de la cual consoló al monje Leónites.

#### Mitos solares estarita
En los relatos de viajes míticos del folclore de los países celtas existen, cuando menos, dos islas que portan reminiscencias de los antiguos cultos paganos al Sol. Una de ellas es la Magna Insula Solistitialis que visitó el monje Trezenzonio allá por el siglo VIII, y la otra es la isla de Valdedueñas, a la que arribó San Amaro y en la que las fieras se despedazaban entre ellas la mañana de San Juan. Sin embargo, en los immrama irlandeses no existe mención alguna de islas relacionadas con mitos solares.
Según las tradiciones de la mitología asturiana, la Mar Cuajada es el lugar a donde van a parar los cuélebres cuando se hacen viejos, y se la describe como un océano remoto cuyo fondo está plagado de diamantes que pueden ser capturados por los hombres con ayuda de una cuerda. Este lugar es citado asimismo en la Vida de San Amaro como una de las cinco estaciones del viaje que este abad realizó hasta llegar al Paraíso Terrenal, en la que moraban enormes monstruos que amenazaban a las embarcaciones que atravesaban el lugar. Los orígenes remotos de las leyendas relativas a la Mar Cuajada han de buscarse en los viajes que los griegos (como Pytheas de Massalia), los fenicios y otros navegantes de la Antigüedad realizaron a los mares próximos al círculo polar ártico, que se cubrían de grandes capas de hielo durante los inviernos, impidiendo la navegación (de ahí el adjetivo de cuajada). Existen registros de este mito entre los galos y los cimbrios, que según Filemón llamaban a este mar morimarusa (el mar Muerto), por permanecer inmóvil y sin olas.
Cabe citar también la localidad gallega de Finisterre, donde los geógrafos grecorromanos ubican el "Promontorium Nerium" y el "Ara Solis", un altar de culto al sol, que pudo ser destruido en el proceso de cristianización del mundo pagano. Las crónicas del historiador Orosio nos cuentan el pavor que se apoderó de las tropas de Décimo Junio Bruto Galaico al llegar a Finisterre y presenciar una puesta de sol en el océano.

### Annwn: El inframundo galés
En el libro de Taliesin se contiene un poema, Preiddeu Annwn, en el que se relata el viaje del Rey Arturo a Annwn, el inframundo galés, para llevarse de aquel lugar un caldero mágico entre cuyas propiedades se encontraba la de proporcionar comida en abundancia. En este sentido, Annwn unas veces era definido como un reino subterráneo, regido por los reyes Arawn, o más frecuentemente, Gwynn ap Nudd, y cuya entrada se situaba en el Otero de Glastonbury. Sin embargo, en otras ocasiones, Annwn era descrito como una isla paradisíaca situada al otro lado del Océano, no diferenciándose en este sentido de los mitos irlandeses relativos a las ya citadas islas de Tír na nÓg o Tír na mBeo.